# Stazione di Osini-Ulassai
La stazione di Osini-Ulassai era una stazione ferroviaria posta nel comune di Osini, lungo la ferrovia Gairo Taquisara-Jerzu.

## Storia
Le origini dello scalo si ricollegano alla realizzazione della ferrovia nata per collegare i centri di Osini, Ulassai e Jerzu con la linea Mandas-Arbatax in costruzione in quegli stessi anni e che avrebbe dovuto in origine servire direttamente anche i tre centri. I lavori, portati avanti per conto della concessionaria (la Società italiana per le Strade Ferrate Secondarie della Sardegna) negli anni novanta dell'Ottocento, furono completati nel 1893 così che la stazione di Osini-Ulassai, posta a sud del vecchio abitato di Osini, venne attivata insieme alla ferrovia il 16 novembre di quell'anno.
Lo scalo venne utilizzato da allora per collegare i centri di cui portava il nome con i paesi vicini oltre che con Cagliari ed il resto della rete SFSS (dal 1921 in concessione alle Ferrovie Complementari della Sardegna) del sud della Sardegna, funzione che mantenne sino alla chiusura della Gairo-Jerzu, datata 1º novembre 1956. Con la sostituzione delle relazioni ferroviarie con analogo servizio di autolinee la stazione, ormai inglobata nell'abitato di Osini Nuovo, fu dismessa e disarmata.

## Strutture e impianti
L'impianto, che dopo la chiusura della ferrovia è stato disarmato, era configurato come stazione di tipo passante. Tra le strutture di cui era dotato permane il fabbricato viaggiatori, trasformato in abitazione privata ma rimasto immutato nelle caratteristiche comuni a tali edifici delle stazioni di seconda e terza classe realizzate dalle SFSS a fine Ottocento, aventi pianta rettangolare, sviluppo su due piani, tetto a falde e tre accessi sul lato binari.

## Movimento
Sino alla chiusura del 1956 la stazione era servita dai treni delle SFSS (sino al 1921) e successivamente delle FCS, ed era interessata sia al servizio viaggiatori che merci.

## Servizi
Il fabbricato viaggiatori ospitava, negli anni in cui la stazione fu attiva, una sala d'aspetto, una biglietteria e le ritirate dell'impianto.
- Biglietteria a sportello
- Sala d'attesa
- Servizi igienici